# Aristide Cavallari
Aristide Cavallari (Chioggia, 8 februari 1849 – Venetië, 24 november 1914) was een Italiaans geestelijke en kardinaal van de Katholieke Kerk.
Cavallari bezocht het seminarie in Chioggia, alvorens zijn studie voort te zetten aan het Patriarchaal Venetiaans Seminarie. Hij werd op 27 september 1872 tot priester gewijd. Hij werd vervolgens kapelaan van de Santa Elisabetta di Lido in Venetië (1872-1880) en pastoor van de San Caciano, eveneens aldaar. Van 1888 tot 1903 was hij aartspriester van de San Pietro in Castella in Treporti.
Hij werd op 22 augustus 1903 door paus Pius X benoemd tot titulair bisschop van Philadelphia en tot bisschop-coadjutor van Venetië. Dat was een bijzondere benoeming want in het aartsbisdom heerste er sedisvacatie sinds de vorige patriarch was gekozen tot paus. Cavallari werd benoemd om - zo lang er nog geen nieuwe patriarch gevonden was - het bestuur van het aartsbisdom op zich te nemen. De zoektocht leverde niets op en uiteindelijk werd Cavallari op 15 april 1904 zelf benoemd als patriarch van Venetië. Tijdens het consistorie van 15 april 1907 werd hij kardinaal gecreëerd. Hij werd titulus van de Santa Maria in Cosmedin (een titeldiaconie, die pro hac vice tot titelkerk was verheven).
Cavallari nam deel aan het conclaaf van 1914 dat leidde tot de verkiezing van Giacomo kardinaal della Chiesa tot paus Benedictus XV. Even daarna overleed hij. Hij werd begraven in de Basiliek van San Marco.
Lorenzo Giustiniani · Giovanni Barozzi · Maffeo Gherardi · Thomas Donatus · Marco Cornaro · Gerolamo Querini · Pietro Francesco Contarini · Vincenzo Diedo · Giovanni Trevisan · Lorenzo Priuli · Matteo Zane · Francesco Vendramin · Giovanni Tiepolo · Federico Corner · Gianfranco Morosini · Alvise Sagredo · Gianalberto Badoaro · Pietro Barbarigo · Marco Gradenigo · Francesco Antonio Correr · Aloysius Foscari · Giovanni Bragadin · Fridericus Maria Giovanelli · Ludovico Flangini Giovanelli · Nicola Saverio Gamboni · Francesco Milesi · Ján Krstitel Ladislav Pyrker · Giacomo Monico · Pietro Aurelio Mutti · Angelo Ramazzotti · Giuseppe Luigi Trevisanato · Domenico Agostini · Giuseppe Melchiorre Sarto · Aristide Cavallari · Pietro La Fontaine · Adeodato Giovanni Piazza · Carlo Agostini · Angelo Giuseppe Roncalli · Giovanni Urbani · Albino Luciani · Marco Cé · Angelo Scola · Francesco Moraglia
- Library of Congress Control Number: nr96028231
- Istituto Centrale per il Catalogo Unico: CUBV037721
- Virtual International Authority File: 22042564
- WorldCat: E39PBJjCKkdtXvykD4XfYTXWXd